# Mitford (familj)
Mitford var en brittisk adelsfamilj. Föräldrarna David Freeman-Mitford, baron Redesdale, och hans fru Sydney Bowles fick sju barn;
Nancy (1904-1973) Äldst och mest berömd av syskonen. Var framgångsrik som författare med böckerna Förföljd av kärlek och Kärlek i kallt klimat där inspiration till karaktärerna hämtades från hennes egen familj. Skrev även framgångsrika historiska biografier, bland annat om Ludvig XIV och Madame Pompadour. Var 1933-1958 gift med Peter Rodd.
Pamela (1907-1994) Var 1936-1951 gift med vetenskapsmannen Derek Jackson. Ägnade sig annars främst åt hönsuppfödning.  
Thomas (1909-1945). Familjens ende son, utbildad vid Eton. Utbildade sig till advokat och var känd för sina många kärleksaffärer. Avled i Burma av en skottskada under slutet av andra världskriget
Diana (1910-2003) Ansågs vara den vackraste av systrarna Mitford och gifte sig redan som 18-åring med den förmögne bryggeriarvtagaren Bryan Guinness, 2:e baron av Moyne. De fick två söner varav en är den i Sverige ökände Lord Moyne. Diana lämnade senare sin man för den brittiske fascistledaren Sir Oswald Mosley. De fick bl. a. sonen Max Mosley. Deras nära kontakter med nazisterna i Tyskland gjorde att de hölls i fängsligt förvar under andra världskriget. 
Unity (1914-1948) Blev tidigt nazist och en stor beundrare av det tredje riket. I vuxen ålder flyttade hon till Tyskland där hon blev god vän med Adolf Hitler. Försökte förgäves åstadkomma en allians mellan Hitler och sin släkting, Winston Churchill. Vid krigsutbrottet 1939 försökte hon begå självmord genom att skjuta sig. 
Jessica (1917-1996) Blev till skillnad från sina äldre systrar tidigt kommunist och som tonåring rymde hon hemifrån för att gifta sig med sin släkting Esmond Romilly, också kommunist. De flyttade senare till USA där de fick en dotter. Esmond blev som pilot dödad under en bombräd under andra världskriget. Jessica gifte om sig med den judiske juristen Bob Treuhaft som hon fick två söner med. Liksom sin äldsta syster hade hon framgångar som författare, framför allt med sin självbiografi Hons and rebels.
Deborah (1920-2014) Yngst av syskonen och gifte sig som ung med Lord Andrew Cavendish, senare 11:e hertig av Devonshire, som hon fick tre barn med. Efter att maken efterträtt sin far som hertig av Devonshire 1950 fick Deborah titeln Hertiginna av Devonshire. Hon bodde och drev slottet Chatsworth House i Derbyshire, ett populärt utflyktsmål. 